# Michel Rousselot (ingénieur)
Ne doit pas être confondu avec Michel Rousselot (syndicaliste).
Michel Rousselot, né le 10 juillet 1931 et mort le 17 février 2015 est un ingénieur et chef d'entreprise français.

## Carrière
Ingénieur général des ponts et chaussées, il est directeur général des Établissements publics d'aménagement de Marne-la-Vallée de 1974 à 1982, directeur du personnel au ministère de l'Urbanisme et du Logement de 1982 à 1985, directeur général de la RATP de 1985 à 1989, directeur régional de l'Équipement d'Île-de-France de 1989 à 1991, directeur du cabinet de ministre de l’Équipement, du Logement, des Transports et de l'Espace, et président de la Société des Autoroutes Rhône-Alpes de 1992 à 1996.